# La Campechana
La Campechana är en ort i Mexiko.   Den ligger i kommunen Villa de Cos och delstaten Zacatecas, i den centrala delen av landet, 600 km nordväst om huvudstaden Mexico City. La Campechana ligger 2 000 meter över havet och antalet invånare är 150.
Terrängen runt La Campechana är en högslätt. Runt La Campechana är det mycket glesbefolkat, med 5 invånare per kvadratkilometer. Närmaste större samhälle är Emiliano Zapata, 10,2 km sydväst om La Campechana. Omgivningarna runt La Campechana är i huvudsak ett öppet busklandskap.